# Samuel Shellabarger
Samuel Shellabarger (1888–1954) var en amerikansk författare av historiska romaner. Han har även skrivit deckare under pseudonymen John Estevan. Han undervisade vid Princeton University i New Jersey, där han en gång själv tog examen. Han var gift sedan 1915 med en svenska, Vivan Lovegrove Borg från Eksjö, som han träffat 1914 under en semester i Sverige.

## Verk översatta till svenska
- Erövraren från Kastilien, 1945 (Captain from Castile, översättning Lisbeth och Louis Renner)
- Skälmarnas furste, 1948 (Prince of foxes, översättning Nils Holmberg)
- Kungens kavaljer, 1950 (The king's cavalier, översättning Nils Holmberg)
- Fåfängans karneval, 1954 (Lord Vanity, översättning Nils Holmberg)
- Eken på Tolbecken, 1958 (Tolbecken)

## Som John Estevan
- Mördaren väntar, 1955 (While murder waits, översättning Leif Ahlstedt))

## Filmatiseringar
- 1947 Erövraren från Kastilien, regisserad av Henry King och med Tyrone Power i huvudrollen
- 1949 Skälmarnas furste, regisserad av Henry King och med bland andra Tyrone Power och Orson Welles